# (18004) Krystosek
(18004) Krystosek (1999 JD86) – planetoida z pasa głównego asteroid okrążająca Słońce w ciągu 3,38 lat w średniej odległości 2,25 j.a. Odkryta 12 maja 1999 roku.